# Peña Escrita (Tárbena)
- Para las pinturas rupestres del lugar homónimo de Ciudad Real, véase Peña Escrita (Fuencaliente)

La Peña Escrita (también conocida como "sa Cova de ses Lletres" y "sa Cova des Regall") se encuentra situada en la partida de Sacos en el término de Tárbena, en el lugar hay un interesante conjunto de pinturas rupestres pertenecientes al llamado arte esquemático.

## Descripción
En los 39 metros de largo del abrigo se encuentran representados un total de siete paneles con 23 figuras, entre los que encontramos barras, ángulos, zigzags, círculos, ídolos oculados, etc. Se trata de un importante lugar de culto, cercano a otro situado en Bernia, dentro del término de Altea, la Peña del Vicario.

## Historia
El yacimiento fue descubierto por Diego Jiménez de Cisneros que publicó el hallazgo en "Boletín de la Real Academia de la Historia" en el 1922, también fue publicado por el padre Breuil, 1935: "Las Peintures rupestres schématiques de la península Ibérique".
En el 1998 fue declarado por la UNESCO como Patrimonio de la Humanidad.